# Complexe militaro-industriel français

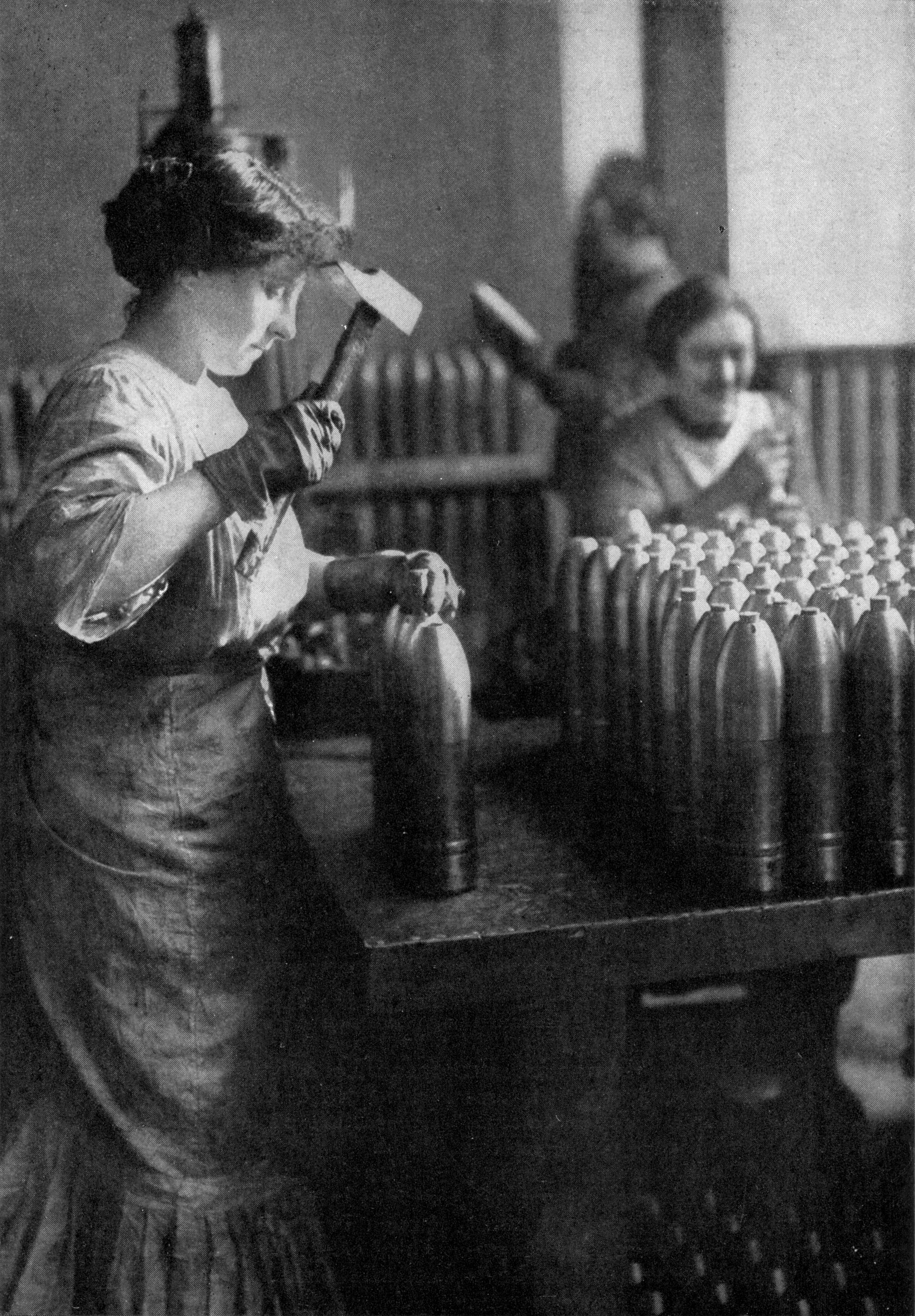
Femmes françaises travaillant dans une fabrique de munitions en 1917.

Le terme complexe militaro-industriel désigne l'ensemble constitué par l'industrie de l'armement, les forces armées et les décideurs publics, et le jeu de relations complexes (lobbying) entre ces trois pôles destiné à influencer les choix publics. Il y a très souvent une situation de monopsone (un acheteur plusieurs offreurs). Très souvent les acheteurs (dont l’État français) font des appels d'offres.
En France, le complexe militaro-industriel français, autrefois associé à l’armée française et affecté à la protection des frontières face aux ennemis identifiés lors des guerres issues du XIXe siècle, a fait l’objet d’un repositionnement au sein de l’industrie de l’armement de manière à rester performant dans un contexte contemporain de mondialisation des ventes d’armes.
La résultante de cette restructuration implique notamment un abandon de la filière du blindé léger dans la zone traditionnelle de production du département de la Loire (année 2002) ainsi que la fin de la production de fusil d’assaut et de munitions de petit calibre à la fin des années 1990.
Compte tenu de cette évolution, le terme pourrait paraître abusif, quoique l’intégration horizontale se poursuive au travers de grandes entreprises contractantes associées à des fournisseurs, l’ensemble étant habilité défense et sous le contrôle de la DGA (direction générale de l’Armement), qui assure la vision stratégique et les grands programmes étatiques.
En s’appuyant sur les importantes commandes nationales (la France est un des deux derniers pays européens de l’OTAN avec le Royaume-Uni à entretenir des forces armées capables de déploiements « entrée en premier » dans tout le spectre des opérations), qui lui permettent de dégager les marges pour innover et investir, le complexe militaro-industriel français tisse aussi de nombreux partenariats avec les industries de défense britanniques (Lancaster House, drones), italiennes (FREMM, Frégates Horizon) et européennes en général (A400M, A330 MRTT, Eurocopter Tigre), ce qui le place au centre d’une éventuelle consolidation de l’industrie européenne de défense.

## Historique

### Des canons aux blindés légers
La ville de Saint-Étienne fut rebaptisée "Armeville" pendant la Révolution et sa Manufacture d'armes fut dès lors le point d'approvisionnement des armées de la jeune République française. Elle équipa l'armée française pendant la Première Guerre mondiale, fabricant fusils Lebel et canons de 75 mm. Cette tradition de production industrielle à usage militaire se poursuivit dans la région jusque l'implantation de la production du char léger dans la région, à Saint-Chamond, filière en cours d'abandon.
Cette situation pour les chars légers ne semble pas se transposer pour d'autres types de véhicules de transport blindés, le successeur du VAB de l'armée de terre étant l'objet d'un appel d'offres (voir proposition Renault Trucks).

### Première Guerre mondiale
Toutes proportions gardées, la France a aussi son bassin houiller et sidérurgique dont le contrôle devient aussi important que celui du voisin : sa « Ruhr » est identifiée comme le Bassin de Briey en 1914. Les critiques pacifistes des deux bords du Rhin décrient le conflit à venir comme un conflit de sidérurgistes et de constructeurs de canons : le comité des forges contre la famille Krupp.

### Entre-deux-guerres
Sur la base des tanks (réservoirs en anglais, selon le nom de code de cette arme secrète) qui avaient percé les tranchées de 1914-1918, le ministère de la guerre commande dans les années 1930 un char de combat lourd pour équiper l'armée française : ce sera le char B1.

### Sabotages durant la «drôle de guerre»
Malgré la guerre, les ouvriers de l’aviation française ne travaillent ni le samedi ni le dimanche. Pour respecter la consigne du Parti communiste français (PCF) : « Une heure de moins pour la production, c’est une heure de plus pour la révolution. » De nombreux sabotages sont commis.
Le lundi 27 mai 1940, le troisième tribunal militaire de Paris jugera d’ailleurs six membres des Jeunesses communistes (JC) travaillant aux usines Farman. Quatre d’entre eux seront condamnés à mort et trois exécutés. Ils avaient commencé à saboter deux ou trois moteurs d’avion par jour, puis ils avaient fini par en saboter une vingtaine.

## Emplois et chiffre d’affaires

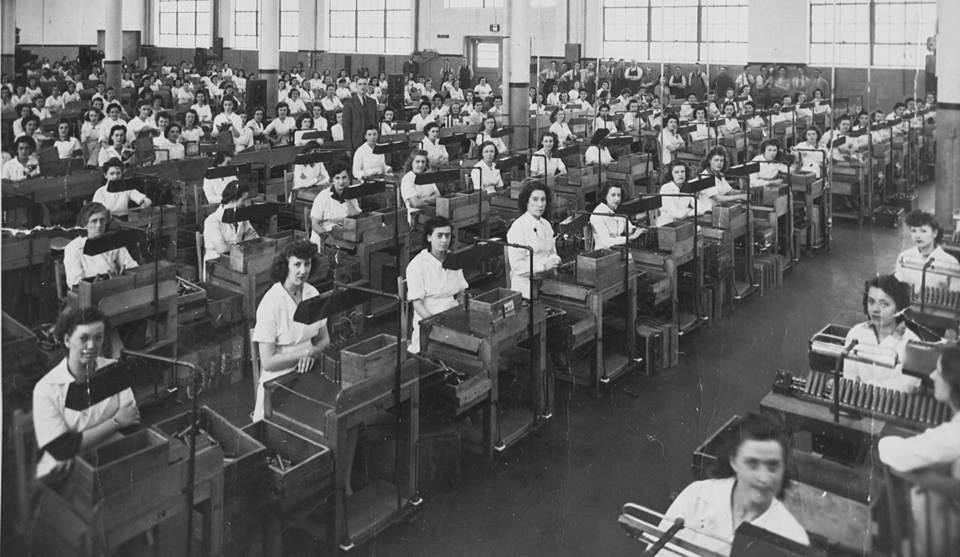
Femmes au travail à l'Arsenal de Saint-Malo entre 1940 et 1945

Après la Seconde Guerre mondiale, les emplois directs dans le secteur industriel de la défense ont culminé à 310 000 en 1982 et sont depuis en baisse constante.
En 2007, cette industrie représente un chiffre d’affaires de 15 milliards d'euros pour 165 000 emplois directs.
En 2012, le conseil des industries de défense françaises indique que le chiffre d’affaires global s'est établi à 17,5 Milliards d'euros en 2011. 35 % de la production a été exportée, et ce secteur mobilise 80 000 emplois directs et 85 000 indirects.
Grâce aux exportations, l'industrie de défense a généré un solde commercial positif de 2,7 milliards d'euros en 2011, alors que le solde commercial de la France s'établissait comme étant en déficit, à 70,1 milliards d'euros. C'est en Provence-Alpes-Côte d'Azur que le poids de la défense est le plus lourd, avec 20 % de l'activité industrielle. Ce ratio tombe à 12 % en Île-de-France, 11 % en Bretagne et 10 % en Centre-Val de Loire.
En 2018, cette industrie s'appuie sur 10 grands groupes et plus de 4 000 PME, dont 350 sont considérées comme stratégiques. Ce tissu industriel représente plus de 200 000 emplois.
Alors que certaines technologies critiques de l'armement étaient dans les années 1960 encore des exclusivités américaines, le complexe militaro-industriel français et ses partenaires européens (à travers le groupe EADS-Airbus) couvrent de nos jours par leurs productions en série ou leurs démonstrateurs (pour le Neuron) l'ensemble du spectre des armements possibles à l'exception du fusil d'assaut et des AWACS : armement terrestre et chars, porte-avions et sous-marins nucléaire, destroyers furtifs polyvalents, missiles balistiques, de croisière, anti-navires et intercepteurs, radars, réseaux de transmissions et satellites de renseignement, avions de chasse et de transport, ravitailleurs, drones de combat, furtivité aérienne (ces deux derniers à l'état de démonstrateur dans le drone Neuron). L'indépendance stratégique européenne peut ainsi être assurée, même si en pratique de nombreux pays européens se fournissent encore aux États-Unis pour certaines techniques de pointe.

## Composantes
La résultante de ce complexe militaro-industriel français au début du XXIe siècle est Nexter et Arquus pour le terrestre, Airbus, SAFRAN et Dassault, pour l’aéronautique, Thales et Sagem pour l’électronique (Thales a cependant aussi produit des equipements navals, telles que les frégates dans l'affaire Taiwanaise ), Naval Group (ayant aussi travaillé avec Thales) pour le naval, MBDA pour la missilerie, Eurenco pour les matériaux explosifs. Le tout étant sous la maîtrise d’œuvre de la direction générale de l’Armement (DGA) qui assure le suivi des programmes nationaux et la cohérence stratégique des travaux de recherche et développement. Les liens forts entre la DGA (ingénieurs à statut militaire) et les entreprises de défense permettent de parler à juste titre de « complexe militaro-industriel ».

### Filière terrestre
Elle est constituée de plusieurs entreprises notamment familiales à l'origine parmi lesquelles :
- L'ex-Manufacture d'armes de Saint-Étienne qui a donné le surnom d'"Armville"[réf. souhaitée] était en activité depuis le XIXe siècle. La coutellerie ayant commencé déjà au Moyen Âge dans cette ville.
- Panhard qui a fabriqué entre autres des véhicules légers de reconnaissance.
- Renault et ses chars D1 à la forme caractéristique

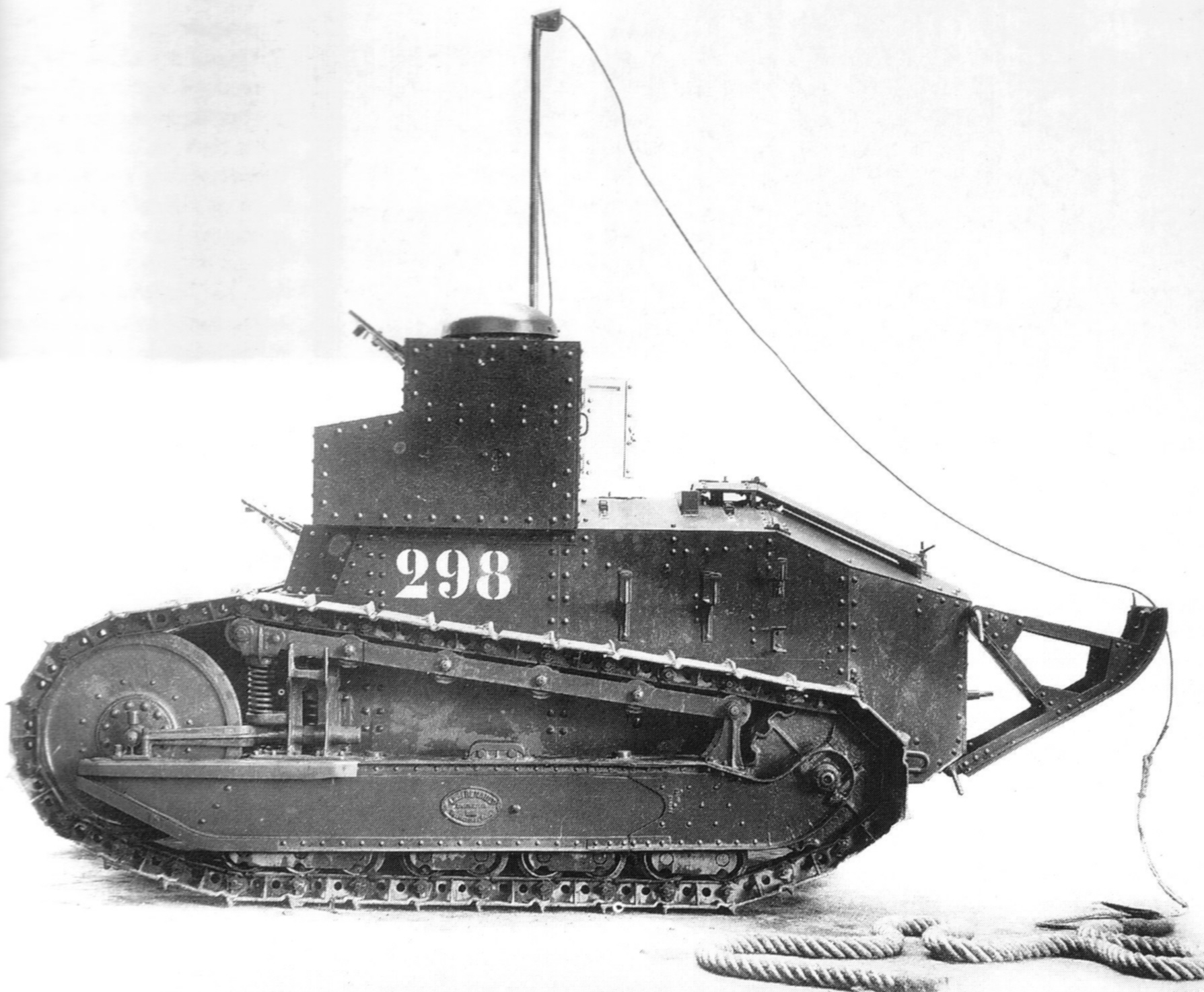
Char Renault de la série FT
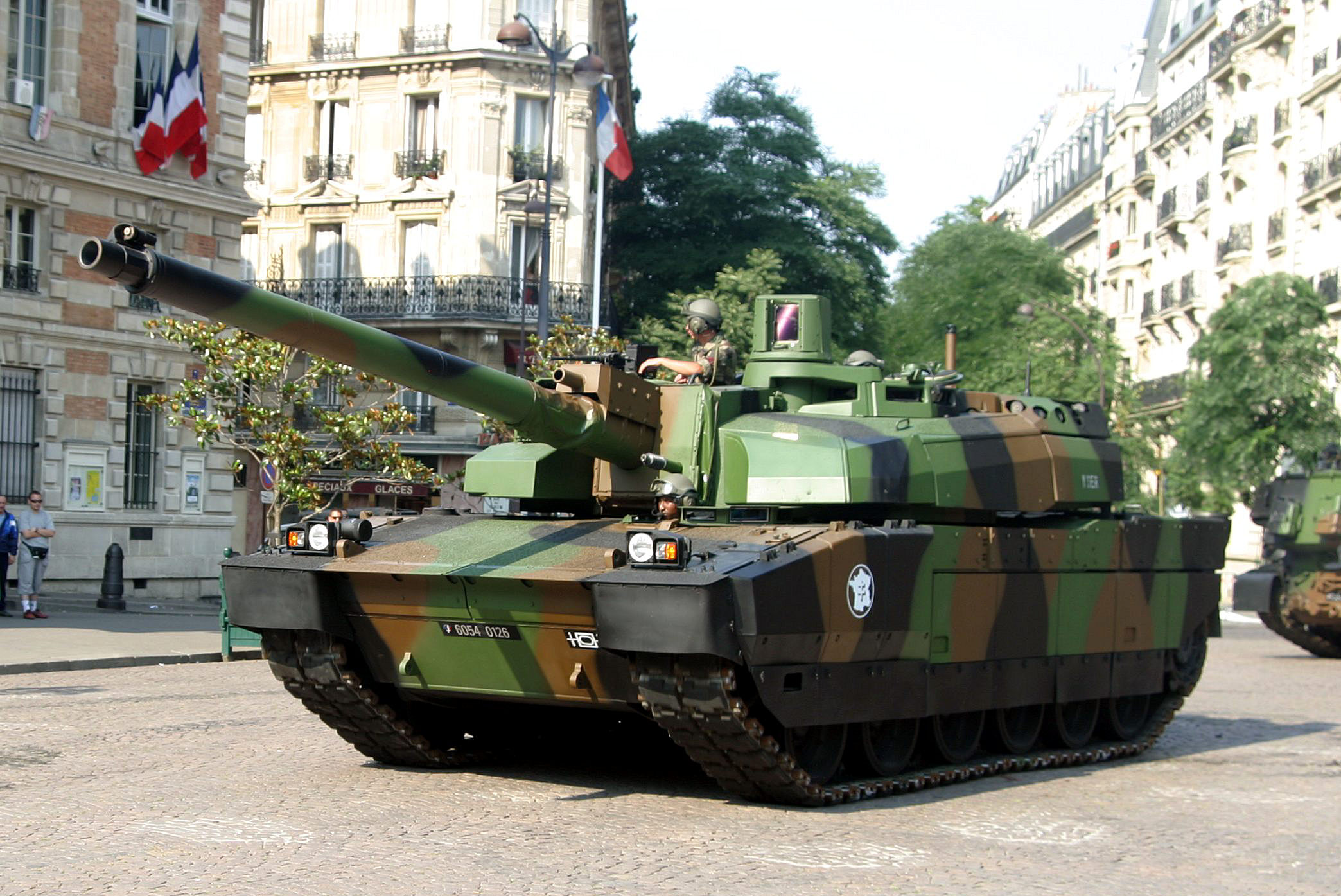
Un char Leclerc en parade
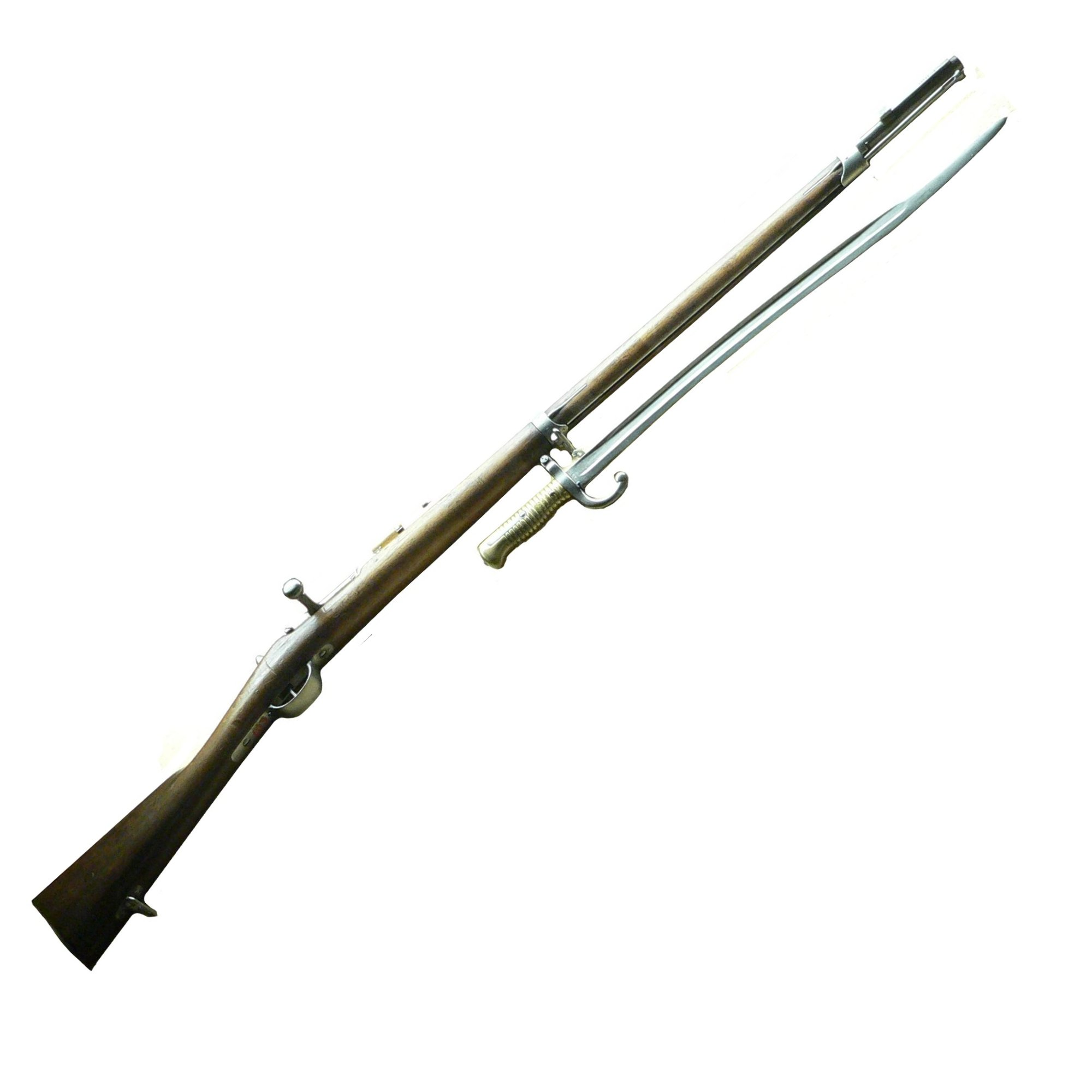
Un fusil Chassepot de 1866 fabriqué par la Manufacture de Saint-Étienne

### Filière aéronautique
La France est un des principaux précurseurs dans l’aviation. Durant la Première Guerre mondiale, la production nationale a permis d’équiper une grande partie des forces de l’entente cordiale.
Alors que moins de 150 avions était en service lors d'entrée en guerre en 1914, 3 608 avions étaient en service lors de l'armistice du 11 novembre 1918. La France possède alors la première industrie aéronautique au monde et a fabriqué un total de 52 000 avions et 90 000 moteurs d'avions. Elle dispose alors de 115 usines employant 180 000 personnes pour 62 firmes dont 29 créatives. Mais, malgré la montée des périls dans les années 1930, l'industrie aéronautique ne sortit que 432 avions militaires en 1938, 1 251 en 1939 et 2 937 avant la défaite de la bataille de France, une fraction de ce que fabriquait l'Allemagne (5 235 avions en 1938) et en règle générale avec des performances inférieures.
Aujourd'hui l'industrie aéronautique centrée sur les entreprises Airbus, Dassault, Daher, le missilier MBDA et le motoriste Safran, est à la pointe des dernières technologies de défense avec l'avion Rafale, le missile METEOR, le drone Neuron ou l'avion de transport A400M. Elle tire aussi la croissance de partenaires comme l'électronicien Thalès et profite au secteur naval dans le domaine des radars (Thalès) ou des missiles (Missile de croisière naval développé par MBDA sur la base du SCALP-EG).
Les capacités développées avec les programmes civils ARIANE et les filières de missiles ont permis le développement d'une filière aérospatiale capable de proposer des solutions aux nouveaux enjeux du bouclier anti-missile balistique (avec ASTER Block 2 de MBDA et EXOGUARD - projet d'intercepteur exo-atmosphérique - d'Astrium) ainsi que des solutions satellites (Galileo, Pléiades) stratégiques.

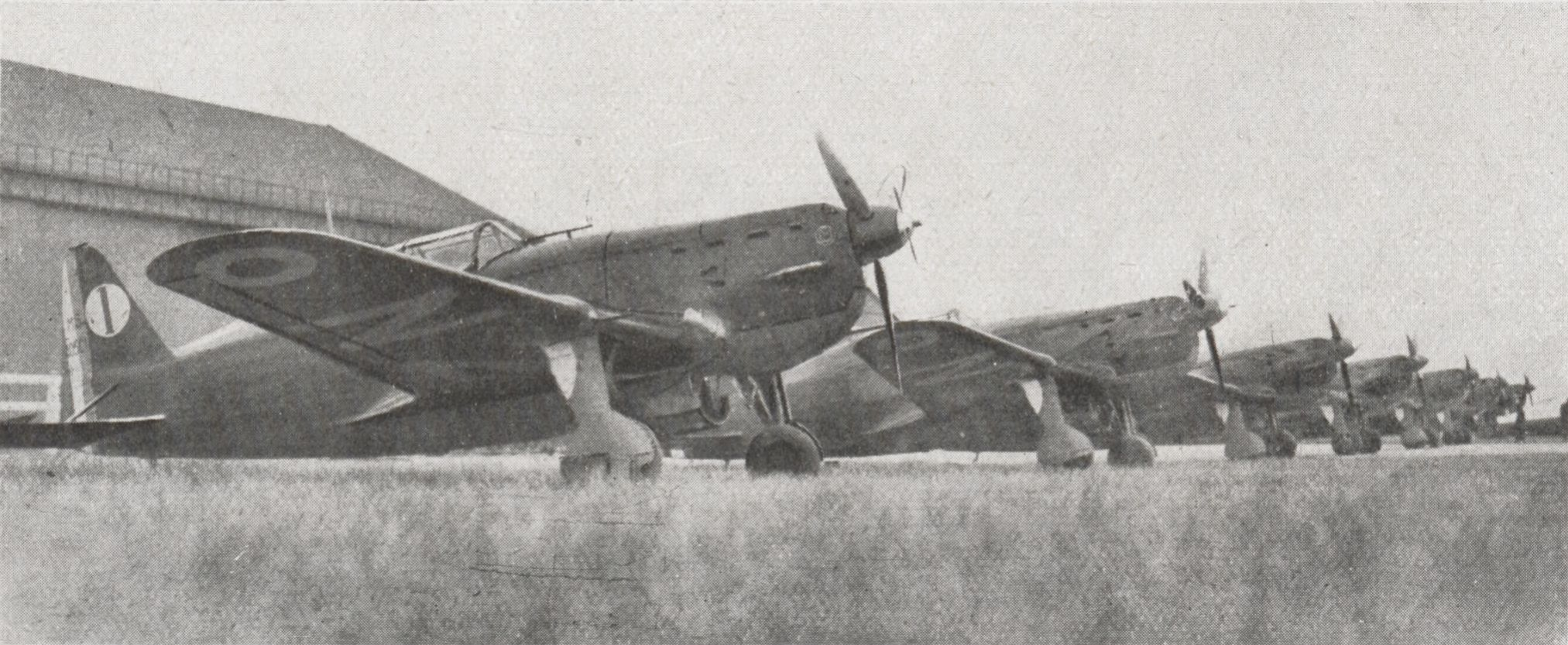
Des avions Morane-Saulniers MS.406 en 1938 à Villacoublay. Un modèle utilisé dans la Seconde guerre mondiale (en Asie et en Europe), puis plus tard en Indochine.
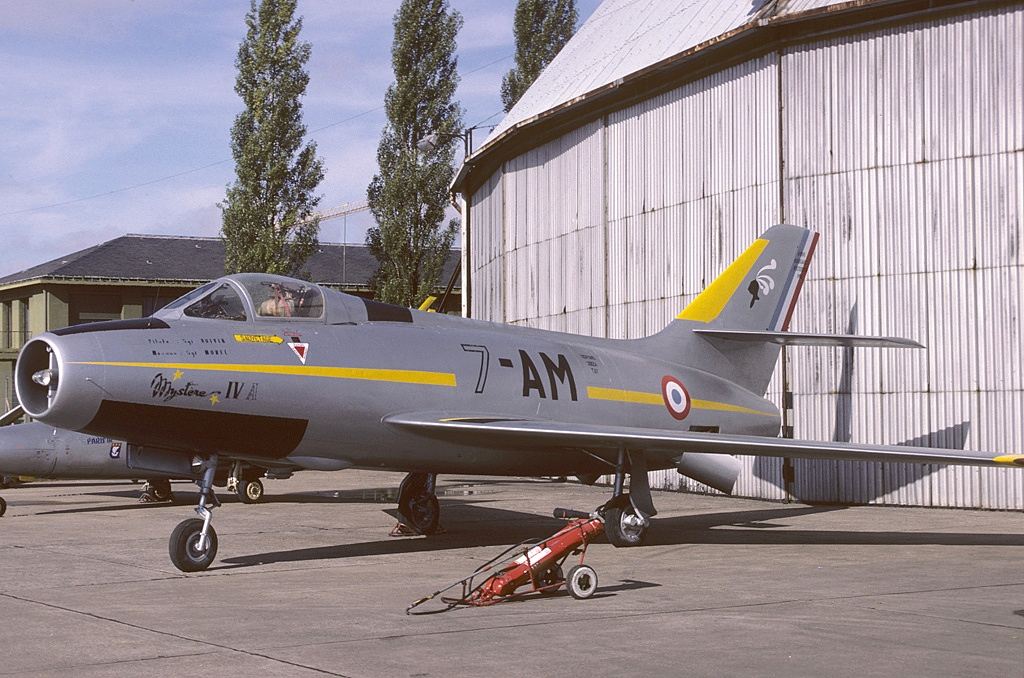
Dassault Mystère IV
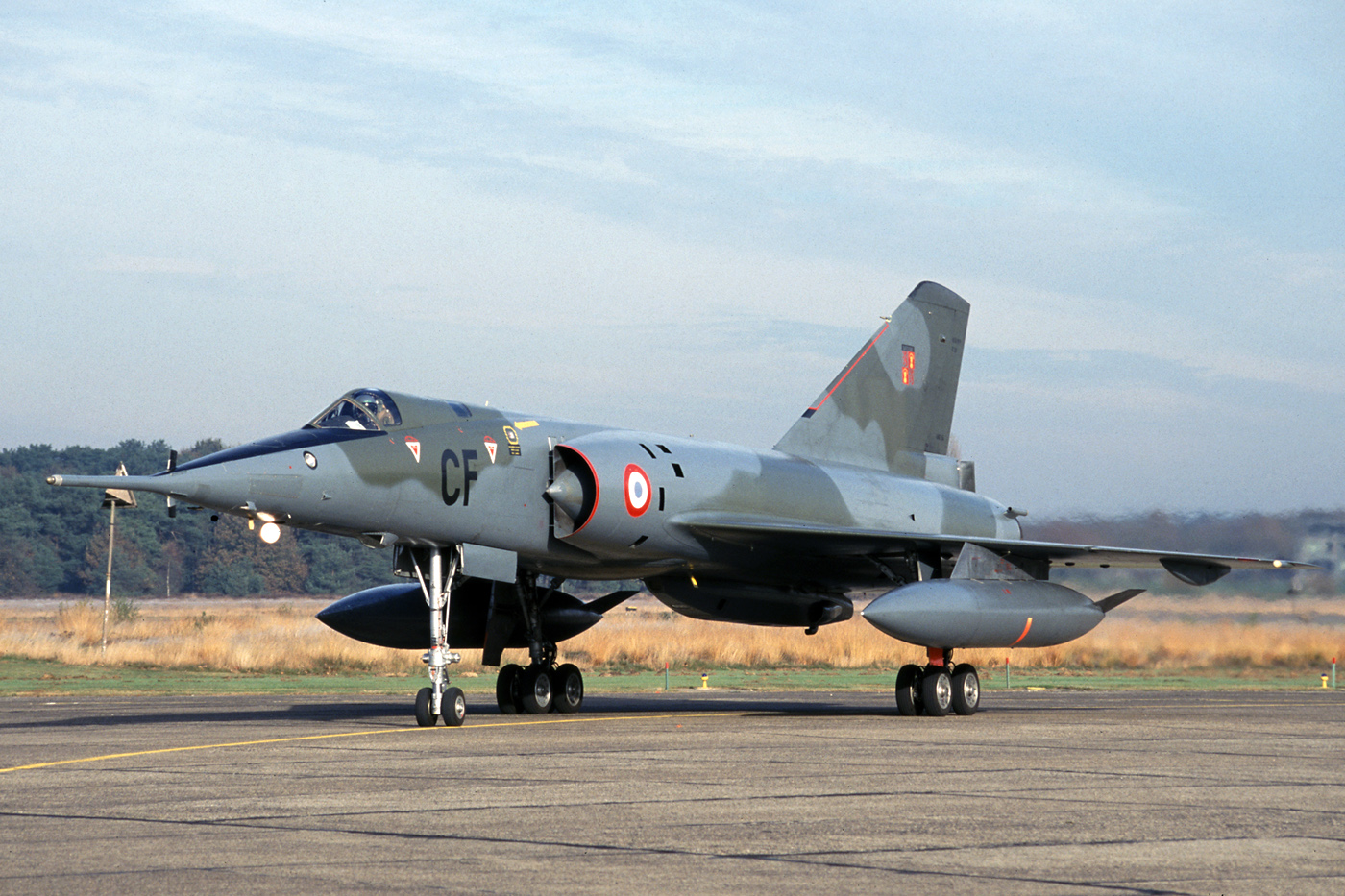
Dassault Mirage IV P
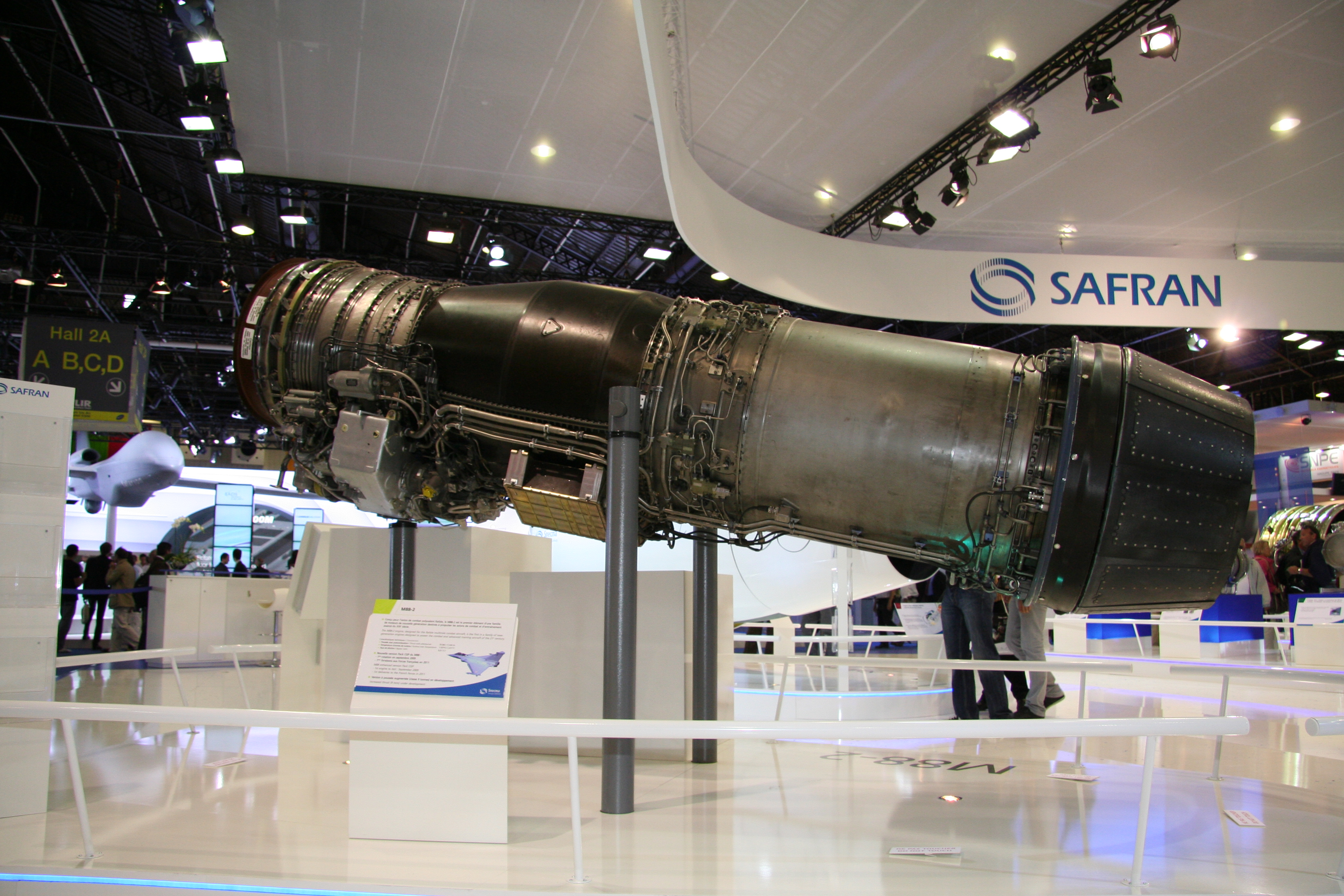
Un moteur à réaction Snecma M88 au salon d'aviation civile militaire du Bourget.
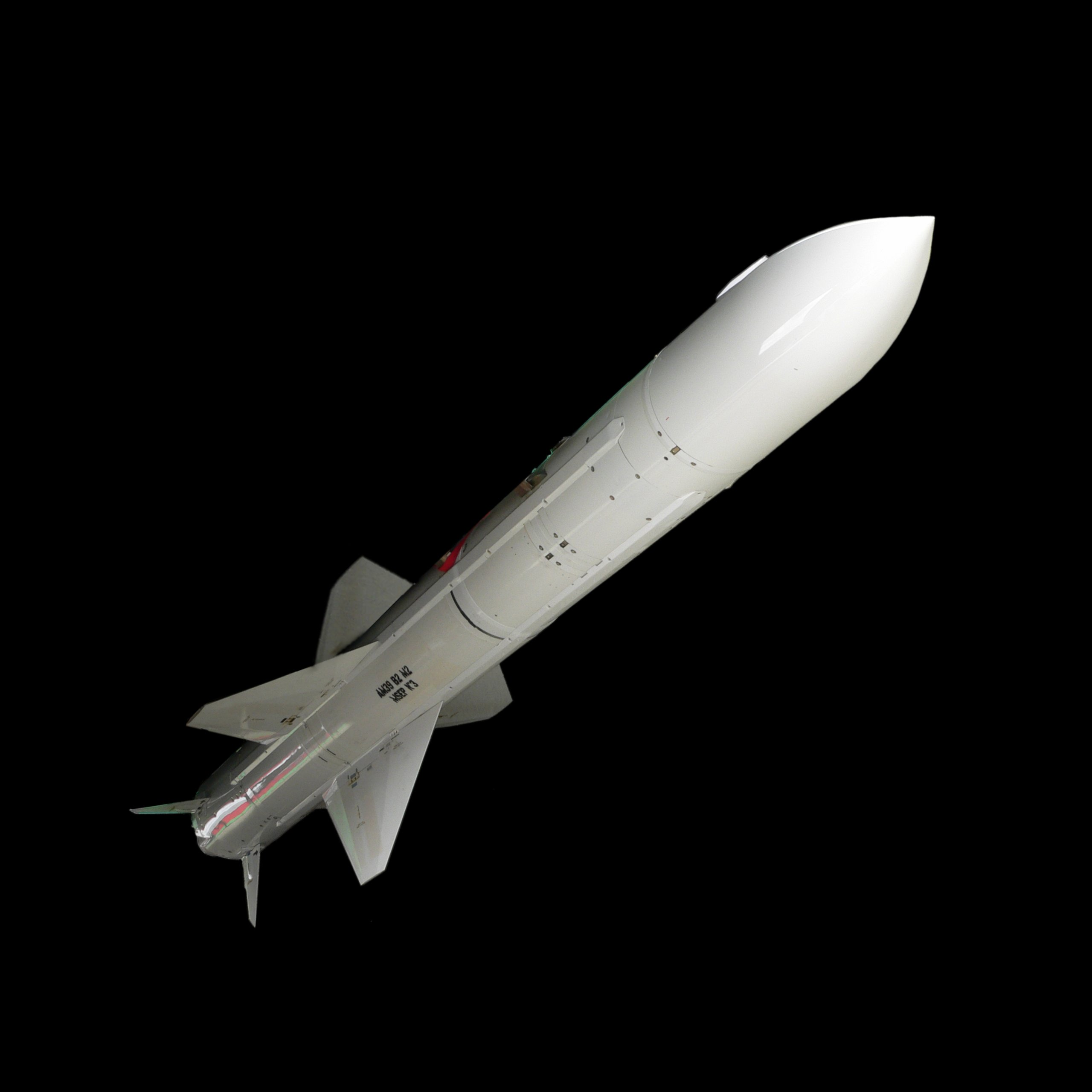
Un missile anti-navire AM39 Exocet d'MBDA
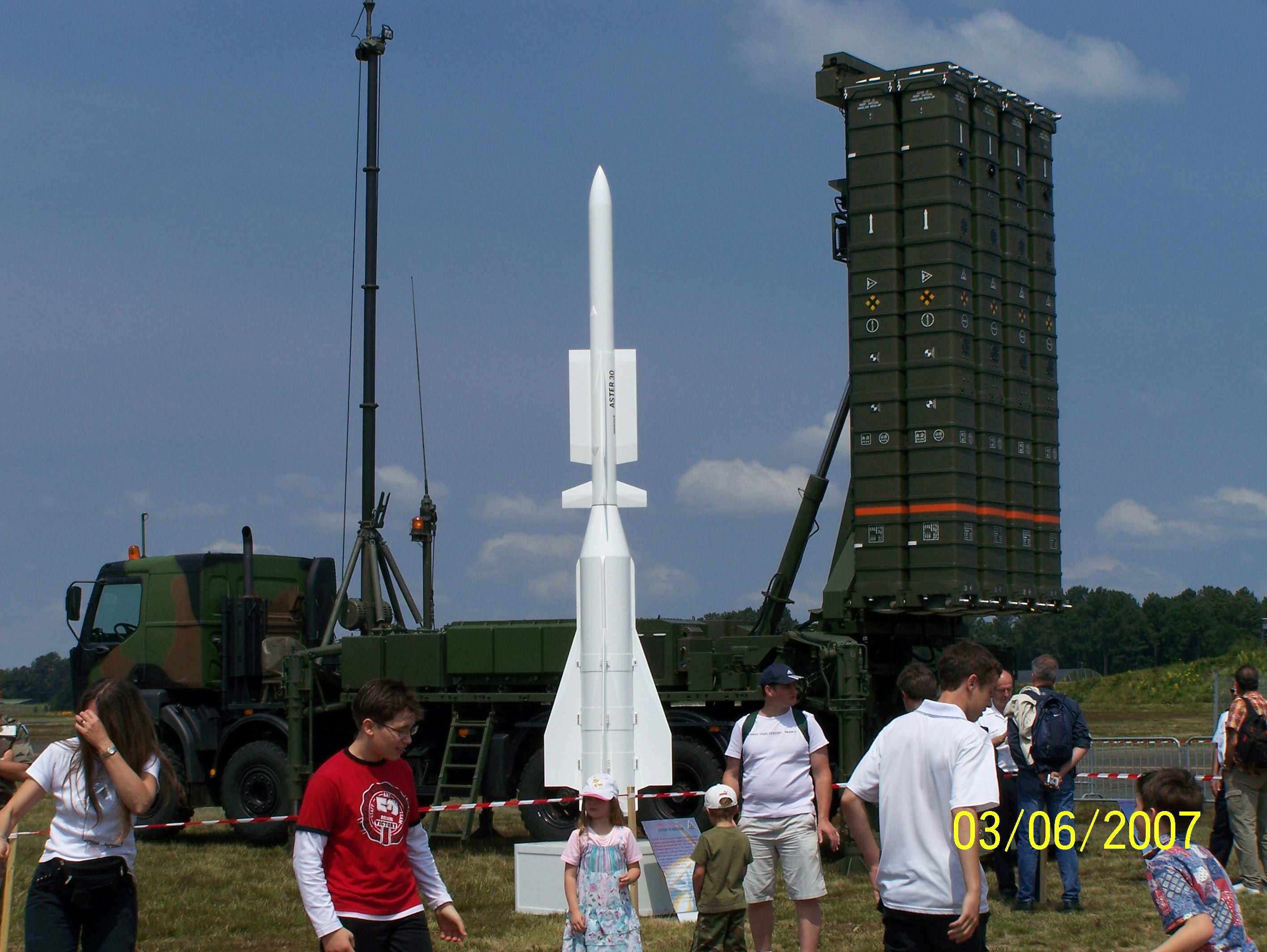
Missile sol-air SAMP/T MAMBA de MBDA et Thales pour la conduite de tir
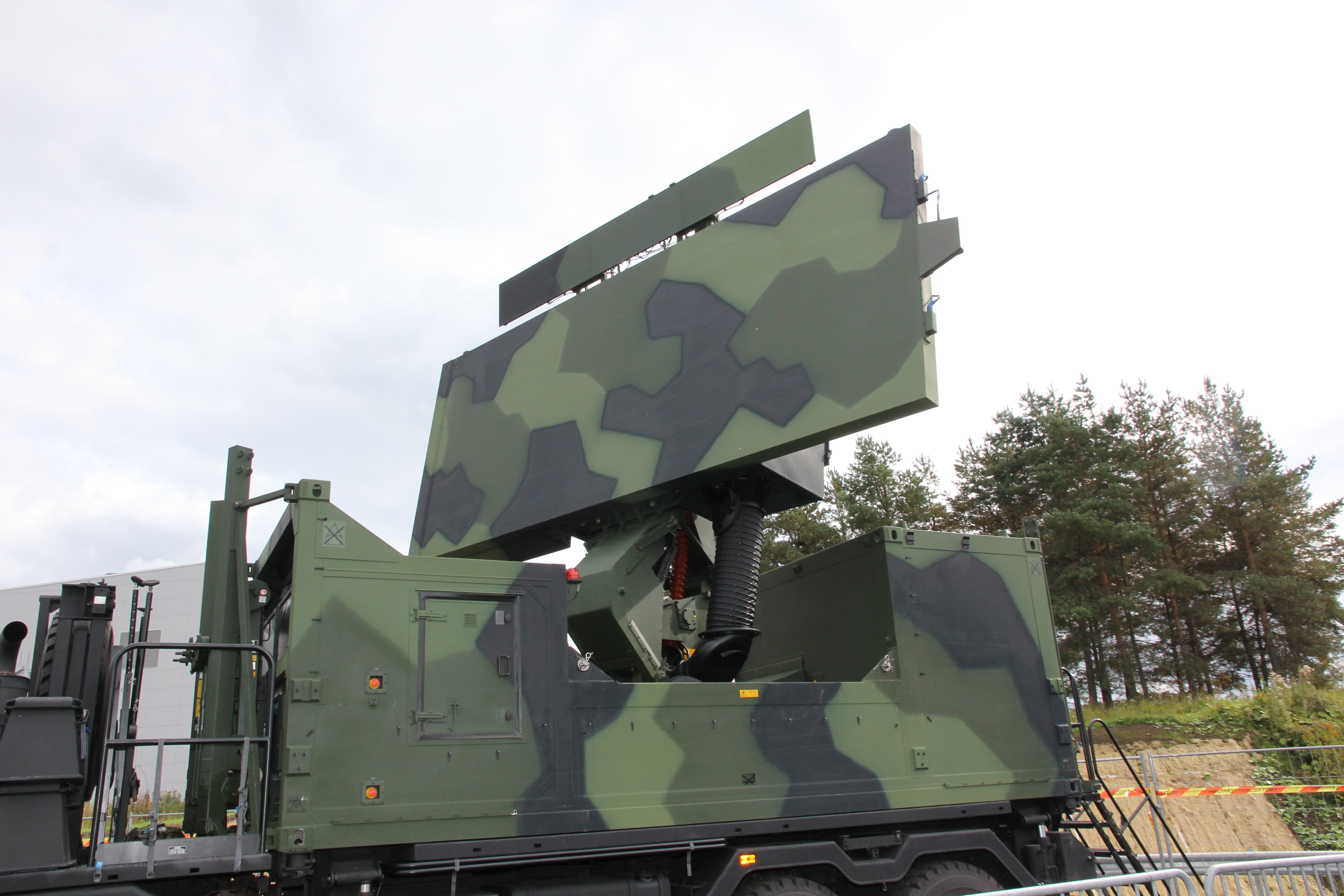
Radar tridimensionnel à balayage électronique Ground Master 403 de Raytheon/Thales
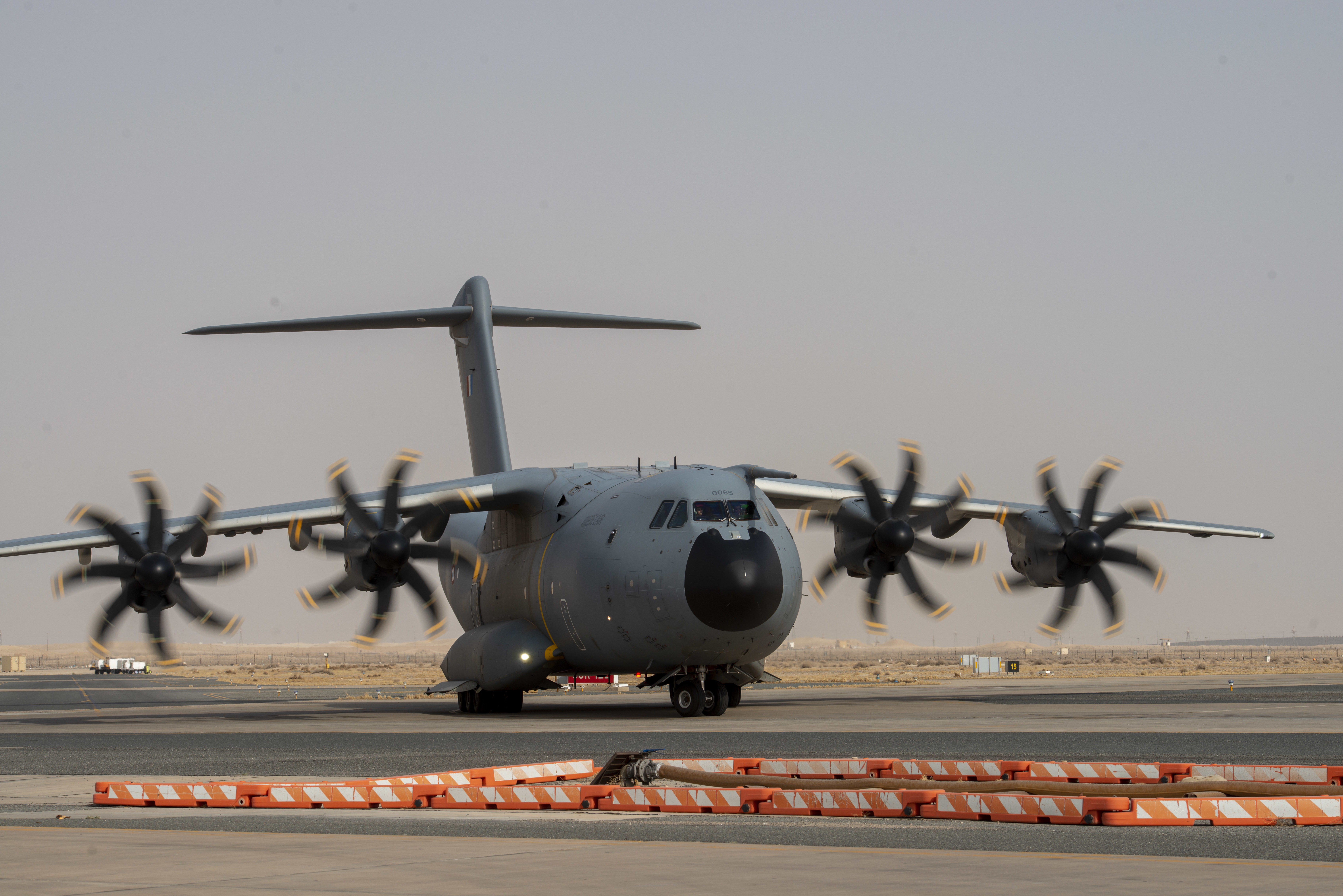
Airbus A400M Atlas
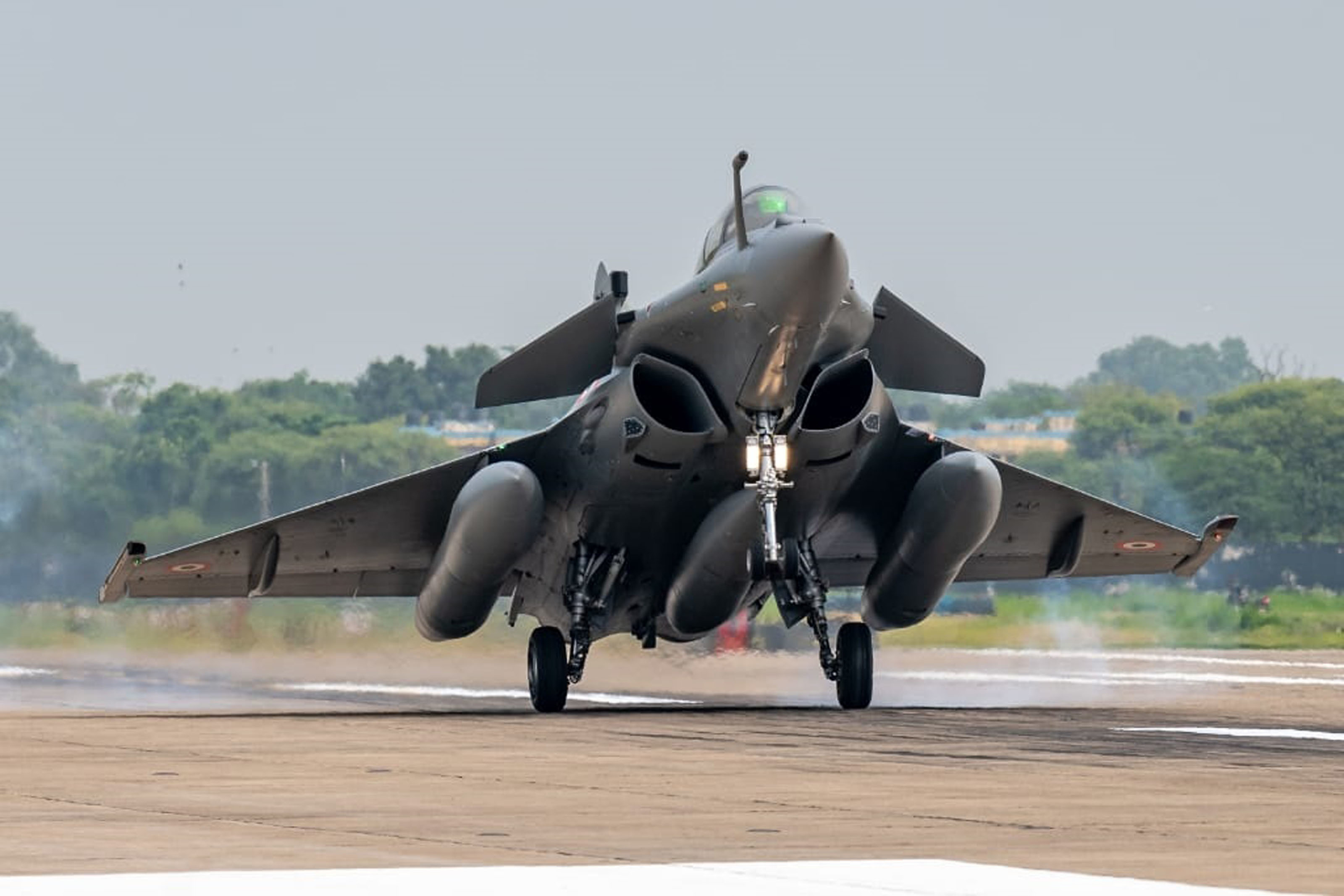
Dassault Rafale
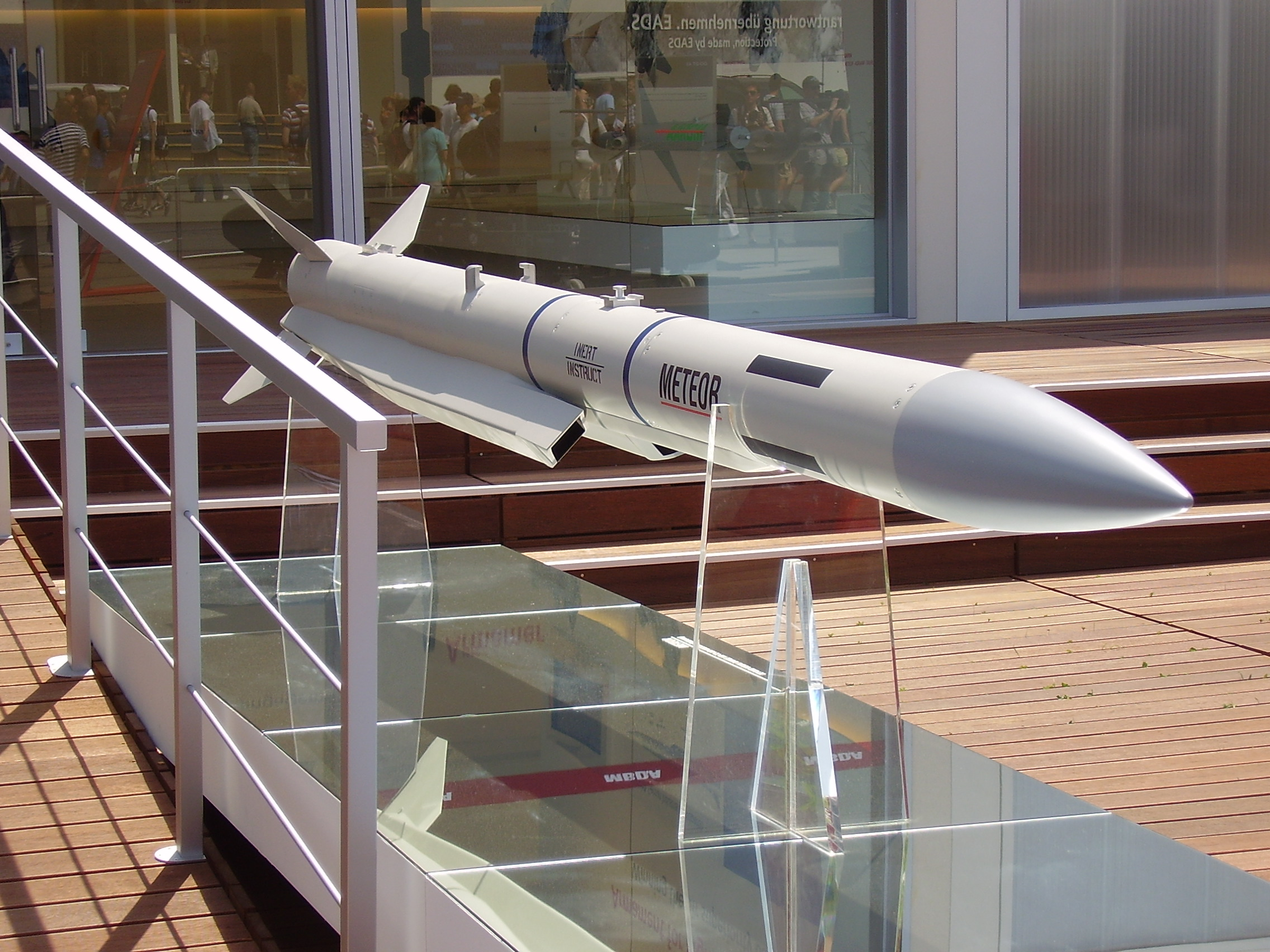
Missile air-air longue portée MBDA Meteor (BVRAAM)
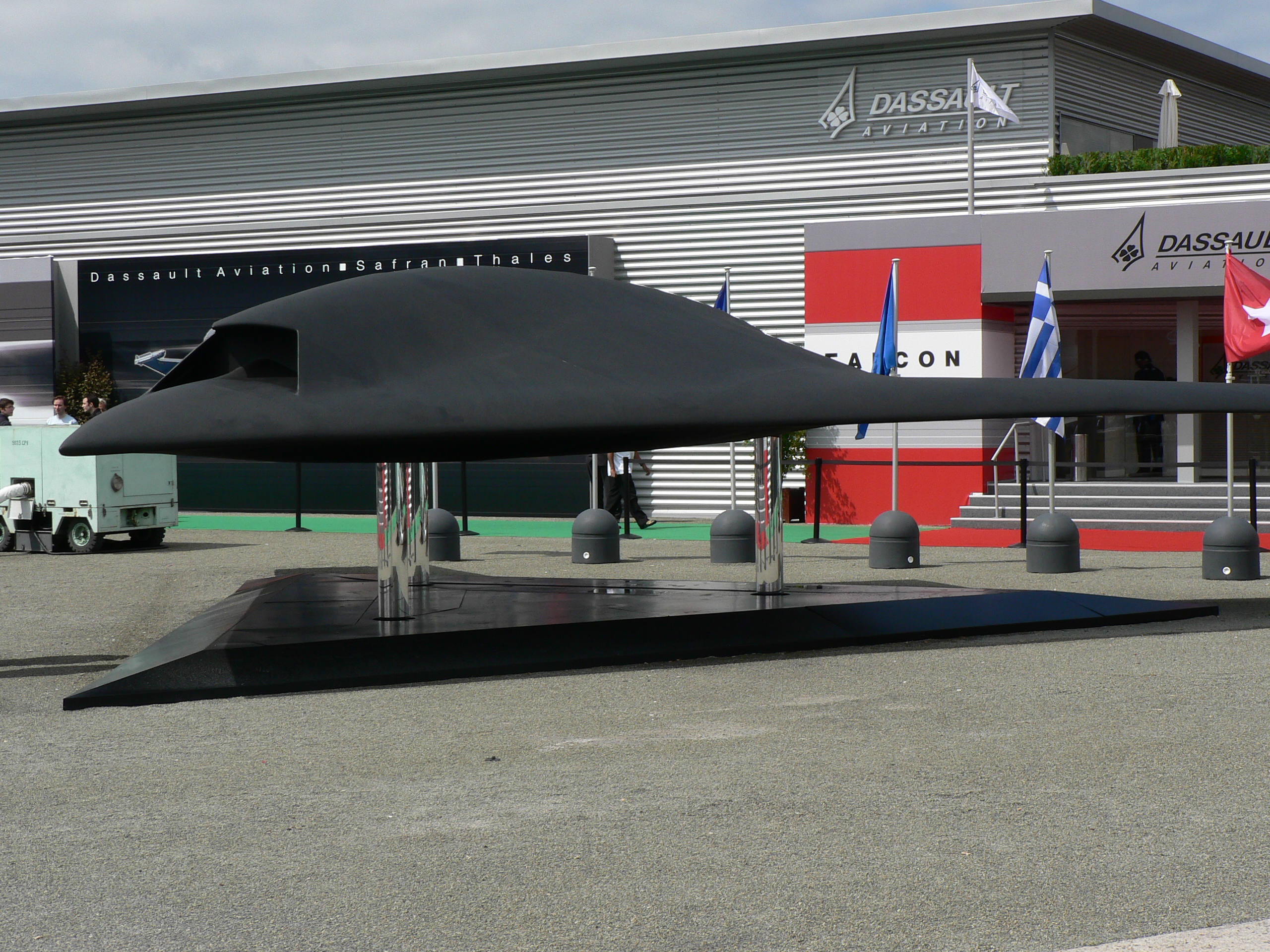
Dassault nEUROn

### Filière navale
La Marine nationale étant une des premières marines d’Europe en tonnage, le marché domestique a permis à Naval Group de développer des technologies importantes (silence, furtivité, propulsion nucléaire, systèmes de gestion tactique). Le groupe est à la première place européenne dans les exportations de navires de surface (frégates de classe Lafayette, FREMM, BPC Mistral, corvettes de classe Gowind) et une importante entreprise dans l’exportation de sous-marins militaires, où la France est un des rares pays à disposer de la technologie des sous-marins nucléaires.

De nombreux projets sont développés avec des partenaires européens, principalement italiens (FREMM, frégates Horizon). La filière navale travaille avec des technologies clés développées par MBDA et Thalès pour le système d’armes.

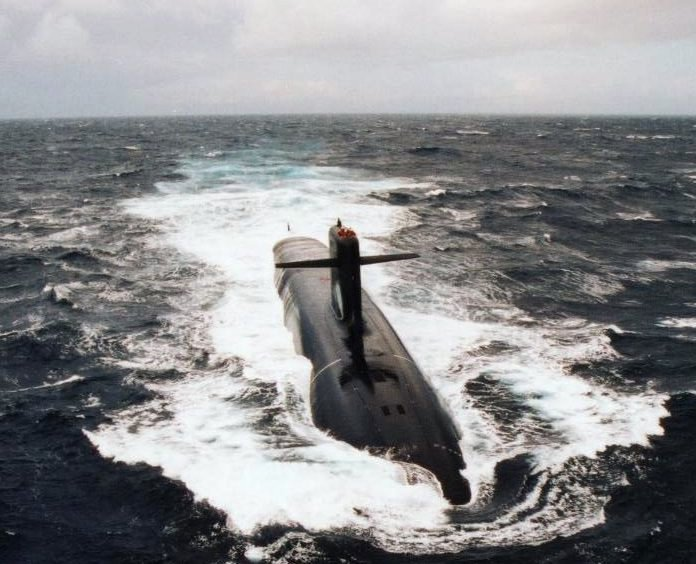
Un navire frère du Le Triomphant (S616) qui était entré en collision avec le HMS Vanguard (également à propulsion nucléaire). Il fut déclaré par le président qu'il n y eut aucune fuite radioactive. Des critiques furent aussi émises à propos d'un manque de coordination entre la marine britannique et la marine française.

## Exportations

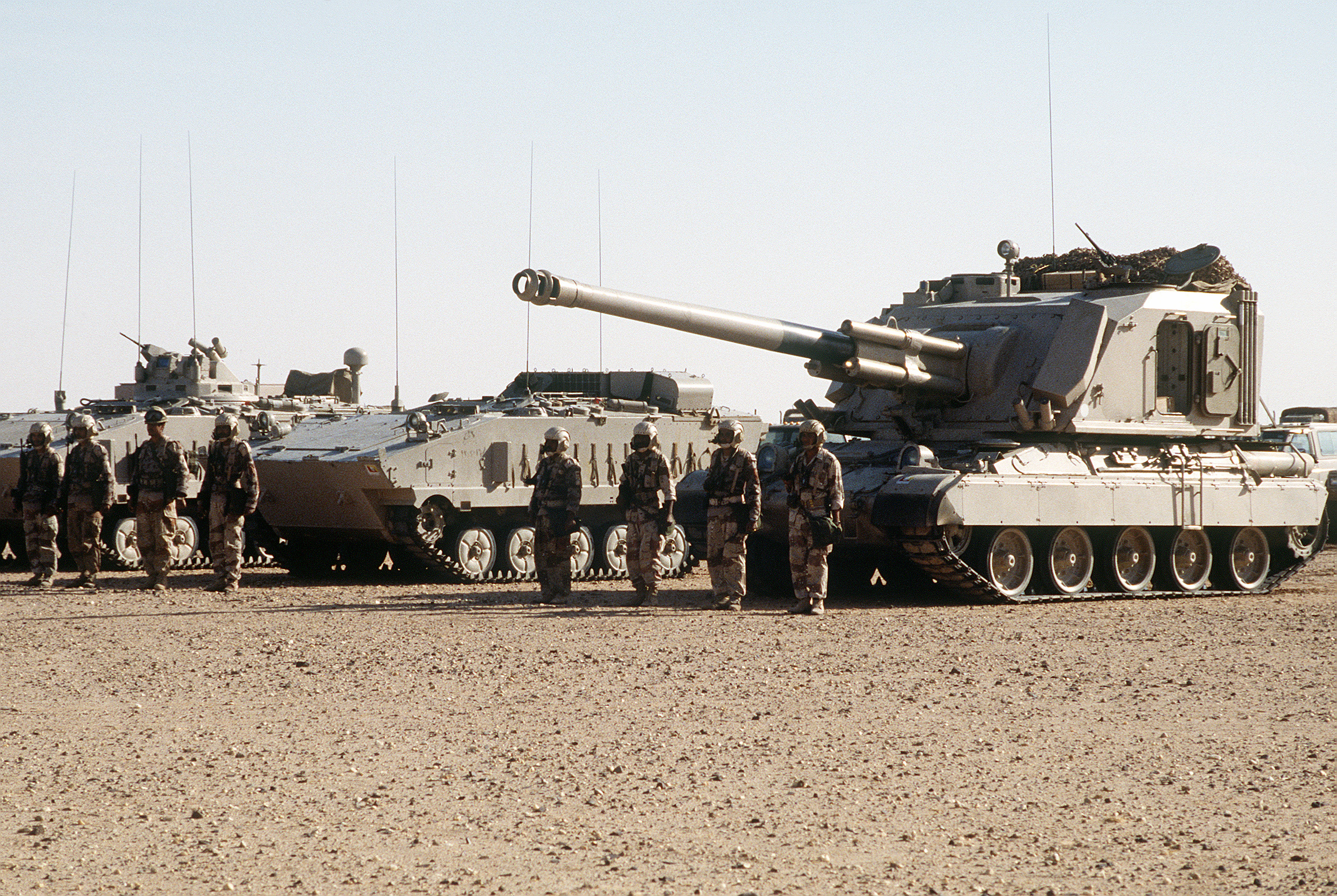
AMX AuF1 et AMX-10 P de la mécanisée des Forces armées saoudiennes à la fin de la guerre du Golfe de 1991.
Le monde musulman est l’un des principaux marchés de l’armement au monde.

Les exportations d’armes représentent un marché mondial de 62,8 milliards d’euros sur la période 2003-2007. La France avec 9% de part de marché se situe en troisième position après les États-Unis (31 %) et la Russie (27 %). En 2018, la France est passée deuxième exportateur. Ce marché est réputé pour son manque de transparence (malgré la convention de l’OCDE contre la corruption) et par la présence d’opérations de « compensations » pouvant être demandées par l’acheteur (par exemple des opérations de transfert de technologie).
Sur la période 1999-2008, les principaux clients de la France étaient l’Inde, l’Arabie saoudite, la Grèce et les Émirats arabes unis (EAU). Les exportations représentent le tiers du chiffre d’affaires du secteur. En 2017, les trois principaux clients sont l’Inde, l’Arabie saoudite et le Qatar.
L’État joue un rôle de soutien dans la préparation des contrats. Néanmoins celui-ci est censé veiller à ce que les conventions internationales soient bien respectées.
La France, durant l'année 2015, enregistre un record de vente d'au minimum 15 milliards d'euros. C'est un record historique puisque, pour la première fois de son histoire, la France exporte plus que ce qu'elle en achète.
Ces exportations font l'objet de campagnes par les ONG dénonçant les ventes d'armes. Tel est le cas du contrat Donas, de ventes d'armes à l'Arabie saoudite dont une grande partie pourrait être utilisée par le corps expéditionnaire saoudien au Yémen,.
En 2020, les ventes d'armes à la Turquie sont suspendues.

## Perception du secteur par ses acteurs
"Lorsqu'on est poli, on ne parle pas d'industrie de l'armement, mais d'industrie de la défense", rapporte Romain Mielcarek dans son livre.

### Chansons
- Le petit commerce, Boris Vian et Alain Goraguer, 1955.
- Le monsieur qui vend des canons, Pierre Perret, Mes chansons engagées, 2012.